# Penonomé
Penonomé este un oraș situat în  partea centrală a statului Panama, într-o zonă joasă, de câmpie.. Este reședința provinciei Coclé. La recensământul din 2010 avea o populație de 19.149 locuitori. Fondat în 1581.
Numele localității provine de la alăturarea cuvintelor penó Nomé. Nomé este numele unei căpetenii amerindiene locale care a fost executată de către spanioli; astfel denumirea orașului s-ar traduce din limba spaniolă ca Nomé a fost executat. Pentru o scurtă perioadă Penonomé a fost capitală, după ce Ciudad de Panama a fost jefuit în 1671 de către Henry Morgan.
Penonomé este deservit de Autostrada Inter-Americană, segment al autostrăzii Pan-Americane. Muzeu local.